# Lista dos atuais campeões na TNA Wrestling
Esta é uma lista de todos os atuais campeões da Total Nonstop Action Wrestling (anteriormente conhecida como Impact Wrestling e Global Force Wrestling), uma promoção de luta livre profissional com base em Nashville, Tennessee. Os detentores dos títulos são determinados com a realização de combates de luta livre profissional, onde os vencedores de cada combate são pré-determinados por um roteiro. Os campeonatos podem ser defendidos no programa semanal da TNA, chamado de TNA Impact!, bem como nos pay-per-views e eventos ao vivo da empresa.
Oito lutadores atualmente detêm os cinturões de campeões. A lista inclui o número de vezes que cada lutador conquistou o título, a data e o local da vitória, além de uma descrição da luta em que venceu. As informações a seguir estão corretas até 18 de julho de 2025.

## Visão geral

### Masculino
No topo da hierarquia dos títulos da TNA está o Campeonato Mundial da TNA. O cinturão é detido atualmente por Trick Williams, que está em seu primeiro reinado. Ele conquistou o título ao derrotar Joe Hendry no evento NXT Battleground, em 25 de maio de 2025. Williams é contratado da WWE e aparece na TNA por meio de uma parceria entre as duas promoções.
Os títulos secundários são o Campeonato da X Division da TNA e o Campeonato Internacional da TNA. O Campeonato da X Division é detido atualmente por Moose, que está em seu primeiro reinado. Ele conquistou o título ao derrotar Mike Bailey em 27 de outubro de 2024, durante as gravações do Impact! (episódio que foi ao ar em 7 de novembro). O Campeonato Internacional é detido atualmente por Steve Maclin, também em seu primeiro reinado. Ele venceu Eric Young e A. J. Francis na final de um torneio para se tornar o campeão inaugural no evento Unbreakable.
O Campeonato de Mundial de Duplas da TNA está atualmente com os The Nemeth Brothers (Nic Nemeth e Ryan Nemeth), que estão em seu primeiro reinado. Eles conquistaram os títulos ao derrotarem os The Hardys (Jeff Hardy e Matt Hardy) em 27 de abril de 2025, no evento Rebellion.
Um lutador que já conquistou o Campeonato Mundial, o Campeonato da X Division e o Campeonato de Duplas é reconhecido como vencedor da Tríplice Coroa da TNA. Se qualquer vencedor da Tríplice Coroa também tiver conquistado o Campeonato Televisivo da TNA ou o Campeonato Impact Grand (ambos extintos), ele é reconhecido como vencedor do Grand Slam da TNA.

### Feminino
O principal título individual disputado por lutadoras – promovido como a divisão Knockouts – é o Campeonato Mundial das Knockouts da TNA. A campeã atual é Masha Slamovich, que está em seu primeiro reinado. Ela conquistou o título ao derrotar Jordynne Grace em 26 de outubro de 2024, no evento Bound for Glory.
O título destinado às duplas femininas é o Campeonato Mundial de Duplas das Knockouts da TNA, que é detido atualmente por Ash by Elegance e Heather by Elegance, que estão em seu primeiro reinado. Elas conquistaram os cinturões ao derrotar a dupla Spitfire (Dani Luna e Jody Threat) em 14 de março de 2025, no evento Sacrifice. A luta foi uma luta handicap 2-contra-3, em que a equipe Elegance contou com a ajuda de sua manager, The Personal Concierge, como terceira integrante.
Uma lutadora que já conquistou o Campeonato Mundial das Knockouts, o Campeonato Mundial de Duplas das Knockouts e o agora extinto Campeonato de Mídia Digital da TNA é considerada vencedora da Tríplice Coroa da TNA.

## Campeões
Até 18 de julho de 2025.

### Divisão masculina
Títulos individuais
| Campeonato                      | Campeão(s) atual(is) | Campeão(s) atual(is) | Reinado | Data da conquista     | Dias com o título | Local             | Notas | Ref.   |
| ------------------------------- | -------------------- | -------------------- | ------- | --------------------- | ----------------- | ----------------- | --- | ------ |
| Campeonato Mundial da TNA       |                      | Trick Williams       | 1       | 25 de maio de 2025    | 54+               | Tampa, Flórida    | Derrotou Joe Hendry no NXT Battleground.                                                                      | [ 9 ]  |
| Campeonato Internacional da TNA |                      | Steve Maclin         | 1       | 17 de abril de 2025   | 92+               | Paradise, Nevada  | Derrotou Eric Young e A. J. Francis na final de um torneio para se tornar o campeão inaugural no Unbreakable. | [ 10 ] |
| Campeonato da X Division da TNA |                      | Moose                | 1       | 27 de outubro de 2024 | 264+              | Detroit, Michigan | Derrotou Mike Bailey durante as gravações do Impact! (foi ao ar em 7 de novembro de 2024).                    | [ 11 ] |

Títulos de duplas
| Campeonato                          | Campeões atuais | Campeões atuais                                | Reinado | Data da conquista   | Dias com o título | Local                   | Notas                                                         | Ref.   |
| ----------------------------------- | --------------- | ---------------------------------------------- | ------- | ------------------- | ----------------- | ----------------------- | ------------------------------------------------------------- | ------ |
| Campeonato Mundial de Duplas da TNA |                 | The Nemeth Brothers (Nic Nemeth e Ryan Nemeth) | 1       | 27 de abril de 2025 | 82+               | Los Angeles, Califórnia | Derrotaram The Hardys (Jeff Hardy e Matt Hardy) no Rebellion. | [ 12 ] |

### DivisãoKnockouts(Feminina)
Títulos individuais
| Campeonato                              | Campeã(s) atual(is) | Campeã(s) atual(is) | Reinado | Data da conquista     | Dias com o título | Local             | Notas                                       | Ref.  |
| --------------------------------------- | ------------------- | ------------------- | ------- | --------------------- | ----------------- | ----------------- | ------------------------------------------- | ----- |
| Campeonato Mundial das Knockouts da TNA |                     | Masha Slamovich     | 1       | 26 de outubro de 2024 | 265+              | Detroit, Michigan | Derrotou Jordynne Grace no Bound for Glory. | [ 7 ] |

Títulos de duplas
| Campeonato                                        | Campeãs atuais | Campeãs atuais                        | Reinado | Data da conquista   | Dias com o título | Local          | Notas | Ref.          |
| ------------------------------------------------- | -------------- | ------------------------------------- | ------- | ------------------- | ----------------- | -------------- | --- | ------------- |
| Campeonato Mundial de Duplas das Knockouts da TNA |                | Ash by Elegance e Heather by Elegance | 1       | 14 de março de 2025 | 126+              | El Paso, Texas | Derrotaram Spitfire (Dani Luna e Jody Threat) em uma luta handicap 2-contra-3, também envolvendo a manager de Ash e Heather, The Personal Concierge, no Sacrifice. | [ 13 ] [ 14 ] |

## Biografias no Impactwrestling.com
- The North
- Tessa Blanchard
- Sami Callihan
- Taya Valkyrie
- Brian Cage
- Ace Austin
- Acey Romero
- Jake Crist
- Gail Kim
- Daga